# Ninh Sơn, Việt Yên
Ninh Sơn là một phường thuộc thị xã Việt Yên, tỉnh Bắc Giang, Việt Nam.

## Địa lý
Phường Ninh Sơn nằm ở phía nam thị xã Việt Yên, có vị trí địa lý:
- Phía đông giáp phường Nếnh và phường Quảng Minh
- Phía tây giáp xã Tiên Sơn
- Phía nam giáp phường Quang Châu và tỉnh Bắc Ninh
- Phía bắc giáp xã Trung Sơn.

Phường Ninh Sơn có diện tích 7,99 km², dân số năm 2022 là 10.203 người, mật độ dân số đạt 1.276 người/km².

## Hành chính
Phường Ninh Sơn được chia thành 7 tổ dân phố: Cao Lôi, Giá Sơn, Hữu Nghi, Mai Vũ, Ninh Động, Nội Ninh, Phúc Ninh.

## Lịch sử
Địa bàn phường Ninh Sơn ngày nay trước đây vốn là xã Ninh Sơn thuộc huyện Việt Yên.
Tên một số làng của Ninh Sơn cũng có những thay đối: làng Cao Lôi trước đây gọi là làng Chối, Mai Vũ là Mai Đường, rồi Mai Đình, Hữu Nghi là Hữu Lân, bốn làng Nội Ninh, Phúc Ninh, Mai Vũ, Ninh Động có tên chung là Tứ đình Nội. Có làng đã ghi vào văn tự, sổ sách như: Chối, Mai Đường, Mai Đình, Hữu Lân, nhưng cũng có những tên gọi chỉ tồn tại trong dân gian, trong quan hệ giao lưu như Nội. Tên làng cũ sau này đã được thay bằng tên mới.
Đầu thế kỷ XIX, các xã: Ninh Động, Mai Vũ, Phúc Ninh, Nội Ninh, Giá Sơn, Hữu Nghi thuộc tổng Quang Biểu, huyện Việt Yên, phủ Bắc Hà, trấn Kinh Bắc; xã Cao Lôi thuộc tổng Mật Ninh, huyện Yên Dũng, phủ Bắc Hà, trấn Kinh Bắc.
Cuối thế kỷ XIX – tồn tại đến trước Cách mạng tháng Tám năm 1945, xã Ninh Động, Mai Vũ, Phúc Ninh, Nội Ninh, Giá Sơn, Hữu Nghi thuộc tổng Quang Biểu cắt về tổng Mật Ninh, huyện Việt Yên.
Sau Cách mạng tháng Tám năm 1945, xã Ninh Sơn được thành lập trên cơ sở các xã cũ: Ninh Động, Mai Vũ, Phúc Ninh, Nội Ninh, Hữu Nghi. Xã Cao Lôi cùng với Khả Lý Thượng và Khả Lý Hạ lập thành xã Khả Cao, xã Giá Sơn cùng với Chu Xá, Nam Ngạn, Đạo Ngạn lập thành xã Chu Ngàn.
Ngày 2 tháng 5 năm 1949, Ủy ban kháng chiến hành chính Liên khu I ban hành Quyết định số 223/QĐ-UB về việc hợp nhất 3 xã: Ninh Sơn, Khả Cao, Quang Trung (gồm 2 làng Mật Ninh, Sen Hồ và làng Giá Sơn cắt từ Chu Ngàn sang) thành xã Quảng Minh.
Tháng 10 năm 1954, chia xã Quảng Minh thành xã Ninh Sơn và xã Quảng Minh.
Ngày 13 tháng 12 năm 2023, Ủy ban Thường vụ Quốc hội ban hành Nghị quyết số 938/NQ-UBTVQH15 về việc thành lập thị xã Việt Yên (nghị quyết có hiệu lực từ ngày 1 tháng 2 năm 2024). Theo đó, thành lập phường Ninh Sơn trên cơ sở toàn bộ 7,99 km² diện tích tự nhiên và dân số 10.203 người của xã Ninh Sơn.

## Văn hóa

### Làng quan họ
Phường Ninh Sơn có tới 4 làng quan họ cổ thuộc danh sách 23 làng quan họ Bắc Giang được quy hoạch bảo tồn và đưa vào phát triển du lịch văn hóa là Làng quan họ Hữu Nghi, Làng quan họ Giá Sơn, Làng quan họ Mai Vũ và Làng quan họ Nội Ninh.